# Bombus senex
Bombus senex là một loài Hymenoptera trong họ Apidae. Loài này được Vollenhoven mô tả khoa học năm 1873.